# Équipe de république démocratique du Congo de football des moins de 23 ans
Maillots
L'équipe de république démocratique du Congo olympique de football  représente la RD Congo dans les compétitions de football espoirs comme les Jeux olympiques d'été, où sont conviés les joueurs de moins de 23 ans.

## Parcours lors des Jeux olympiques
Depuis les Jeux olympiques d'été de 1992, le tournoi est joué par des joueurs de moins de 23 ans .
| Football aux Jeux olympiques | Football aux Jeux olympiques | Football aux Jeux olympiques | Football aux Jeux olympiques | Football aux Jeux olympiques | Football aux Jeux olympiques | Football aux Jeux olympiques | Football aux Jeux olympiques | Football aux Jeux olympiques |
| Année                        | Tour                         | Classement                   | J                            | G                            | N                            | P                            | Bp                           | Bc                           |
| ---------------------------- | ---------------------------- | ---------------------------- | ---------------------------- | ---------------------------- | ---------------------------- | ---------------------------- | ---------------------------- | ---------------------------- |
| 1896                         | Pas de Tournoi               | -                            | -                            | -                            | -                            | -                            | -                            | -                            |
| 1900                         | Non participant              | -                            | -                            | -                            | -                            | -                            | -                            | -                            |
| 1904                         | Non participant              | -                            | -                            | -                            | -                            | -                            | -                            | -                            |
| 1908                         | Non participant              | -                            | -                            | -                            | -                            | -                            | -                            | -                            |
| 1912                         | Non participant              | -                            | -                            | -                            | -                            | -                            | -                            | -                            |
| 1920                         | Non participant              | -                            | -                            | -                            | -                            | -                            | -                            | -                            |
| 1924                         | Non participant              | -                            | -                            | -                            | -                            | -                            | -                            | -                            |
| 1928                         | Non participant              | -                            | -                            | -                            | -                            | -                            | -                            | -                            |
| 1932                         | Non participant              | -                            | -                            | -                            | -                            | -                            | -                            | -                            |
| 1936                         | Non participant              | -                            | -                            | -                            | -                            | -                            | -                            | -                            |
| 1948                         | Non participant              | -                            | -                            | -                            | -                            | -                            | -                            | -                            |
| 1952                         | Non participant              | -                            | -                            | -                            | -                            | -                            | -                            | -                            |
| 1956                         | Non participant              | -                            | -                            | -                            | -                            | -                            | -                            | -                            |
| 1960                         | Non participant              | -                            | -                            | -                            | -                            | -                            | -                            | -                            |
| 1964                         | Non participant              | -                            | -                            | -                            | -                            | -                            | -                            | -                            |
| 1968                         | Non participant              | -                            | -                            | -                            | -                            | -                            | -                            | -                            |
| 1972                         | Non participant              | -                            | -                            | -                            | -                            | -                            | -                            | -                            |
| 1976                         | Non participant              | -                            | -                            | -                            | -                            | -                            | -                            | -                            |
| 1980                         | Non participant              | -                            | -                            | -                            | -                            | -                            | -                            | -                            |
| 1984                         | Non participant              | -                            | -                            | -                            | -                            | -                            | -                            | -                            |
| 1988                         | Non participant              | -                            | -                            | -                            | -                            | -                            | -                            | -                            |
| 1992                         | Non participant              | -                            | -                            | -                            | -                            | -                            | -                            | -                            |
| 1996                         | Non participant              | -                            | -                            | -                            | -                            | -                            | -                            | -                            |
| 2000                         | Non participant              | -                            | -                            | -                            | -                            | -                            | -                            | -                            |
| 2004                         | Non participant              | -                            | -                            | -                            | -                            | -                            | -                            | -                            |
| 2008                         | Non participant              | -                            | -                            | -                            | -                            | -                            | -                            | -                            |
| 2012                         | Non participant              | -                            | -                            | -                            | -                            | -                            | -                            | -                            |
| 2016                         | Non qualifiée                | -                            | -                            | -                            | -                            | -                            | -                            | -                            |
| 2021                         | Non qualifiée                | -                            | -                            | -                            | -                            | -                            | -                            | -                            |
| 2024                         | À venir                      | -                            | -                            | -                            | -                            | -                            | -                            | -                            |
| Total                        | 0/26                         | -                            | -                            | -                            | -                            | -                            | -                            | -                            |

## Entraineurs
- 2011-2012 :  Christian N'Sengi
- 2018-2019 :  Christian N'Sengi
- 2019-2022 :  Jean-Claude Loboko
- 2022- :  Raoul Shungu

## Effectif 2022[1]
| #          | Nom                      | Club                 |
| Gardiens   | Gardiens                 | Gardiens             |
| ---------- | ------------------------ | -------------------- |
| 23         | Esadras Kabamba          | Bravos do Maquis     |
| 16         | Bukasa Mangala           | AC Rangers           |
| 1          | Kasereka Masinda         | AS Nyuki             |
| Défenseurs |                          |                      |
| 12         | Steven Ebuela Ehebelo    | AS Maniema Union     |
| 5          | Mufuele Sasa Exauce      | FC Renaissance       |
| 2          | Swing Kavam              | AC Kuya Sport        |
| 15         | Elton Kayembe Mujanayi   | AS Maniema Union     |
| 3          | Tshimanga Tshilembi      | JS Groupe Bazano     |
| 6          | Christian Kalala         | FC Renaissance       |
| 24         | Apataki Tumbela          | AS Vita Club         |
| 13         | Langata Musa             | AS Vita Club         |
| Milieux    |                          |                      |
| 8          | Charve Sangana Onoya     | AS Maniema Union     |
| 19         | Denis Mutuila Tenda      | AS Maniema Union     |
| 4          | Ciel Ebengo Ikoko        | FC Saint Éloi Lupopo |
| 10         | Elie Mpanzu Nkibisa Wala | AS Vita Club         |
| 14         | Christian Nsundi         | Difaâ el Jadida      |
| 24         | Patient Mwamba           | TP Mazembe           |
| 18         | Roly Balumbi Wangu       | AS Vita Club         |
| Attaquants |                          |                      |
| 9          | Jeancy Mboma Kinda       | JS Kinshasa          |
| 16         | Akram Bongonga Bwanga    | DCMP Imana           |
| 11         | Ilunga Nsungu            | AS Simba             |
| 7          | John Bakata Amsini       | TP Mazembe           |
| 19         | Gloire Mujaya            | TP Mazembe           |
| 20         | Ikangalombo Kapela       | DCMP Imana           |
| 21         | Tshitenge Sylva          | DCMP Imana           |
| Entraîneur |                          |                      |
|            | Raoul Shungu             |                      |